# Luigia Gonzaga
Luigia (Aloisia) Gonzaga (Mantova, 9 febbraio 1458 – 26 marzo 1542) è stata una nobile italiana, madre di Baldassarre Castiglione.

## Biografia
Figlia di Antonio Gonzaga (m. 1498) del ramo dei "Nobili Gonzaga", sposò Cristoforo Castiglione (1456-1499), condottiero al servizio di Francesco II Gonzaga.
Nel 1481 assieme ad altre nobili dame, accompagnò in Francia Chiara Gonzaga, promessa sposa a Gilberto di Borbone, conte di Montpensier.
Favorì il matrimonio del figlio, il letterato Baldassarre Castiglione, con la nobile Ippolita Torelli, che fu celebrato con grande sfarzo a Mantova il 15 ottobre 1516, con la benedizione del marchese Francesco II Gonzaga e della consorte Isabella d'Este.
Alla morte di Ippolita, avvenuta nel 1520, si prese cura dei nipoti Camillo, Anna e Ippolita.
Morì nel 1542 e venne sepolta nella Chiesa di Sant'Agnese a Mantova.

## Discendenza
Luigia Gonzaga e Cristoforo ebbero sei figli:
- Baldassarre, famoso letterato;
- Girolamo (6 gennaio 1480 - agosto 1506), Abate di Santa Maria di Marcaria;
- Polissena (30 luglio 1481 - testò il 19 dicembre 1537), sposò il 26 febbraio 1498 Giacomo Boschetti, conte di San Cesario;
- Francesca (29 ottobre 1482 - 9 novembre 1569), sposò Tommaso Strozzi;
- Francesco (1484 - poco dopo);
- Anna (1486-1539), monaca nel monastero di S. Paola, poi badessa.